# Council Grove, Kansas
Council Grove là một thành phố thuộc quận Morris, tiểu bang Kansas, Hoa Kỳ. Năm 2010, dân số của xã này là 2182 người.

## Dân số
Dân số các năm:
- Năm 2000: 2321 người
- Năm 2010: 2182 người